# Академічне веслування на літніх Олімпійських іграх 1964
Змагання з академічного веслування на літніх Олімпійських іграх 1964 тривали з 11 до 15 жовтня на веслувальній трасі Тода. Розіграно 7 комплектів нагород, лише серед чоловіків.

## Медальний залік

### Чоловіки
| Дисципліни                       | Золото | Срібло | Бронза |
| -------------------------------- | --- | --- | --- |
| Парні одиночки                   | В'ячеслав Іванов · СРСР | Ахім Гілль · Об'єднана німецька команда | Ґоттфрід Коттманн · Швейцарія |
| Парні двійки                     | СРСР (URS) Олег Тюрін Борис Дубровський                                                                                     | США (USA) Сеймор Кромвелл Джим Сторм | Чехословаччина (TCH) Владімір Андрс Павел Гофманн                                                                                          |
| Розпашні двійки без стернового   | Канада (CAN) Джордж Ганґерфорд Роджер Джексон                                                                               | Нідерланди (NED) Стевен Блайссе Ернстр Венеманс | Об'єднана німецька команда (EUA) Міхаель Шван Вольфґанґ Готтенротт                                                                         |
| Розпашні двійки зі стерновим     | США (USA) Едвард Феррі Конн Фіндлі Кент Мітчелл (стерновий)                                                                 | Франція (FRA) Жак Морель Жорж Морель Жан-Клод Даруї (стерновий) | Нідерланди (NED) Герман Рауве Ерік Гартсейкер Ян Юст Бос (стерновий)                                                                       |
| Розпашні четвірки без стернового | Данія (DEN) Йон Гансен Б'єрн Гаслев Ерік Петерсен Курт Гельмудт                                                             | Велика Британія (GBR) Джон Расселл Г'ю Варделл-Єрбурґ Вільям Баррі Джон Джеймс                                                                                             | США (USA) Джеффрі Пікард Дік Лайон Тед Міттет Тед Неш                                                                                      |
| Розпашні четвірки зі стерновим   | Об'єднана німецька команда (EUA) Петер Нойсель Бернгард Бріттінґ Йоахім Вернер Еґберт Гіршфельдер Юрґен Ельке               | Італія (ITA) Ренато Бозатта Еміліо Трівіні Джузеппе Галанте Франко Де Педріна Джованні Спінола                                                                             | Нідерланди (NED) Лекс Мюллінк Ян ван де Ґрафф Фрек ван де Ґрафф Боббі ван де Ґраф Маріус Клюмпербек                                        |
| Вісімки                          | США (USA) Джозеф Амлонґ Томас Амлонґ Бойс Бадд Еморі Кларк Стенлі Квіклінскі Г'ю Фолі Білл Кнехт Вільям Стоу Роберт Зімоньї | Об'єднана німецька команда (EUA) Клаус Еффке Клаус Біттнер Карл-Гайнріх фон Ґроддек Ганс-Юрґен Валльбрехт Клаус Беренс Юрґен Шредер Юрґен Плаґеманн Горст Маєр Томас Аренс | Чехословаччина (TCH) Петр Чермак Їржі Лундак Ян Мрвік Юліус Точек Йозеф Вентус Лудек Поєзний Богуміл Яноушек Ріхард Новий Мірослав Конічек |

## Країни, що взяли участь
Змагалися 370 веслувальників з 27-ми країн:
- Аргентина (12)
- Австралія (26)
- Австрія (7)
- Бельгія (2)
- Канада (16)
- Куба (9)
- Чехословаччина (20)
- Данія (14)
- Єгипет (16)
- Фінляндія (7)
- Франція (22)
- Велика Британія (8)
- Об'єднана німецька команда (26)
- Італія (18)
- Японія (26)
- Південна Корея (9)
- Мексика (3)
- Нідерланди (17)
- Норвегія (5)
- Нова Зеландія (15)
- Польща (11)
- Румунія (7)
- Швейцарія (8)
- СРСР (26)
- США (25)
- Уругвай (2)
- Югославія (11)

## Таблиця медалей

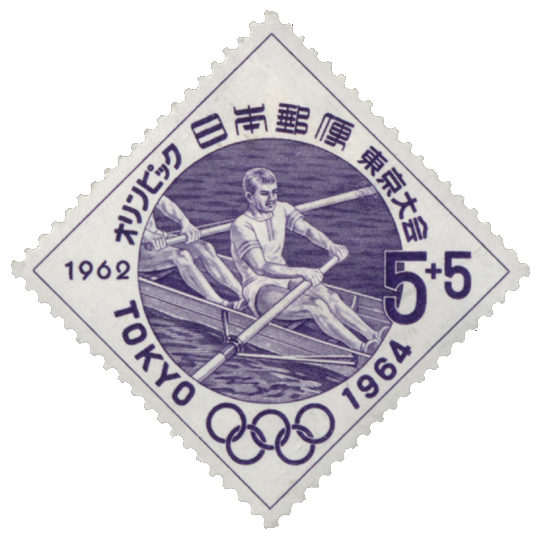
Академічне веслування на літніх Олімпійських іграх 1964 на японській поштовій марці

| Місце               | Країна                           | Золото | Срібло | Бронза | Загалом |
| ------------------- | -------------------------------- | ------ | ------ | ------ | ------- |
| 1                   | США (USA)                        | 2      | 1      | 1      | 4       |
| 2                   | СРСР (URS)                       | 2      | 0      | 0      | 2       |
| 3                   | Об'єднана німецька команда (EUA) | 1      | 2      | 1      | 4       |
| 4                   | Данія (DEN)                      | 1      | 0      | 0      | 1       |
| 4                   | Канада (CAN)                     | 1      | 0      | 0      | 1       |
| 6                   | Нідерланди (NED)                 | 0      | 1      | 2      | 3       |
| 7                   | Італія (ITA)                     | 0      | 1      | 0      | 1       |
| 7                   | Велика Британія (GBR)            | 0      | 1      | 0      | 1       |
| 7                   | Франція (FRA)                    | 0      | 1      | 0      | 1       |
| 10                  | Чехословаччина (TCH)             | 0      | 0      | 2      | 2       |
| 11                  | Швейцарія (SUI)                  | 0      | 0      | 1      | 1       |
| Загалом (11 збірна) | Загалом (11 збірна)              | 7      | 7      | 7      | 21      |